# La Juliana (1570)
La Juliana va ser un vaixell mercant de Mataró el 1570 a prop de Barcelona, Catalunya. El rei Felip II la va embargar (noliejat obligatori al servei de la corona) el 15 de desembre de 1586 a Sicília, i va ser armada amb 32 canons per a l'armada espanyola. El 1985, els bussejadors locals van trobar les restes de tres vaixells de l'Armada que havien estat conduïts a terra a la tardor de 1588 a Streedagh Strand, al nord de Rosses Point a la costa oest d'Irlanda. Se'n van identificar dos com la Lavia i la Santa Maria de Vison; La Juliana era probablement la tercera, però aquesta identitat era menys segura. Els tres vaixells havien estat part de l'esquadró de Llevant, que havia estat sota el comandament de Don Martin de Bertendona a la Regazona. La Lavia va ser el vaixell vicealmirall.

## Construcció
La nau fou construïda a la platja de Mataró. El preu estipulat, probablement referit al buc sense aparellar, era de 300 lliures de Barcelona.

## Canons amb la Santa Madrona de Barcelona
A la primavera 2015, després de les tempestes arroseguessin alguns artefactes cap a les platges de Streedagh Strand, el Department of Arts, Heritage and the Gaeltach va enviar bussos per recuperar el que les tempestes havien deixat al descobert. Una troballa particular va ser un canó de bronze decorat amb la imatge de Santa Matrona de Barcelona, i és precisament a la Porta Santa Madrona on Carles V va fer construir l'Antiga Foneria de Canons de Barcelona; el fet que portés la inicial "D" en el seu fogó (punt d'ignició) va donar peu a que algú la identifiqués com la marca d'un fonedor genovès anomenat Gioardi Dorino. Altres peces amb aquesta imatge recuperades del naufragi indiquen que va ser a la foneria de Santa Madrona on es van fondre la major part dels canons de bronze de la Juliana. El canó està datat al 1570, que correspon a la data de construcció de la Juliana; Segons el govern irlandès, això assegura la certesa de la identitat del tercer derelicte "més enllà de qualsevol dubte".